# 長崎文化放送
長崎文化放送株式会社（ながさきぶんかほうそう、Nagasaki Culture Telecasting Corporation）は、長崎県を放送対象地域としたテレビジョン放送事業を行っている、特定地上基幹放送事業者である。
略称はNCCだが、ロゴ表記などでは小文字のnccが使用される。
コールサインはJOXI-DTVで、ANN系列（テレビ朝日系）フルネット局である。

## 会社概要
長崎放送（NBC）・テレビ長崎（KTN）に次ぐ、長崎県の3局目の民放テレビ局である。
本社社屋は、他の在崎の放送局とは異なり長崎市中心部ではなく北部の浦上川に近い浦上駅前にある。目の前には長崎ブリックホール、隣には長崎新聞本社がある。朝日新聞（朝日新聞社）と長崎新聞の両方が株主に含まれていて、両方から社員の出向を受ける全国でも希有な放送局である。そのためか、ANN系列で平成に開局した局で名付けられている、「県名（地域名）+朝日放送（または朝日テレビ）」のパターンにはなっていない。九州のテレビ朝日系のフルネット局としては4番目に当たる。
略称表記は、『NCC』と大文字で表記する。ロゴでは小文字になっているが、これはあくまでデザイン上の都合である。
新聞のテレビ欄の表記は各紙で異なる産経新聞九州・山口特別版は、「長崎文化」で表記。長崎新聞は、「NCC」で表記。佐賀新聞、朝日新聞、毎日新聞、読売新聞は、「NCC長崎文化」で表記。西日本新聞・西日本スポーツ（2023年（令和5年）3月31日休刊）は、「NCC長崎文化放送」で表記。日本経済新聞は「長崎文化NCC」と表記している。
キャッチコピーは「ビバ!ncc」。マスコットキャラクターは、もりの木ごろう・まめた親子&ペットのPちゃん。ちなみに開局時のキャッチコピーは「遠心のウェーブ。求心のウェーブ」だった。
主な受賞歴に『キャンペーン「島原半島ツーデーマーチ」～普賢岳との共生めざし～』で1998年日本民間放送連盟賞放送活動部門テレビ放送活動優秀賞を受賞した。同賞の活動部門で受賞したのは同局だけでなくテレビ朝日系列の平成新局で受賞したのは初めてだった。また、『軽傷ではない～奪われた夢 希望の帆～』で2019年日本民間放送連盟賞番組部門テレビ報道番組優秀賞を受賞した。同局が同賞の番組部門で受賞したのは初めてだった。
2023年の年間世帯視聴率で開局以来初めて全日とプライムタイムで首位（2冠）を獲得した。
2024年の年間世帯視聴率で開局以来初めて全日・ゴールデン・プライムで首位（3冠）を獲得したほか年間個人視聴率でも初めて全日・プライムで首位（2冠）を獲得した。

## 本社・支社

### 事業所一覧
本社
長崎県長崎市茂里町3番2号（〒852-8527）
佐世保支社
長崎県佐世保市松浦町2番21号 九十九島ビル7階
福岡支社
福岡県福岡市中央区長浜1丁目1番1号 KBCビル6階
東京支社
東京都中央区銀座3丁目11番18号 眞帆ビル2階
大阪支社
大阪府大阪市北区中之島2丁目3番18号 中之島フェスティバルタワー19階

## 沿革
- 1986年（昭和61年）1月17日 - 長崎地区第3局の周波数割り当て。長崎地区では393件の免許申請があった。
- 1988年（昭和63年）
  - 11月7日 - 予備免許申請。
  - 11月17日 - 予備免許交付。
  - 12月27日 - 会社設立。
- 1990年（平成2年）
  - 2月1日 - 試験電波発射。
  - 3月25日 - サービス放送開始。
  - 3月27日 - 本免許交付。
  - 4月1日 - 6時25分に長崎県で3番目の民放テレビ局として開局（石川県のテレビ金沢、およびエフエム石川と同日開局。平成新局のテレビ朝日系列で、唯一「朝日」の名を名乗っていない局でもある）。オープニングBGMは「GOLDEN CHALLANGE」(Jamie Kaleth氏の作曲で香港のTVB、「香港早晨」での1993年（平成5年）以降のテーマ曲）を採用した。
    - 開局時の中継局は佐世保、諫早、福江、厳原、郷ノ浦、南有馬、松浦、平戸、大瀬戸、長崎北の10局。
- 2005年（平成17年）12月1日 - 開局15周年。 地上デジタル放送対応の主調整室設備（マスター）へ更新（東芝製）。
- 2006年（平成18年）12月1日 - 地上デジタル放送開始。創業当時よりコーポレートBGMをオリジナル仕様に差し替えた。
- 2009年（平成21年）4月4日 - みらい長崎ココウォークで開局20周年記念イベント「VIVA!NCC」開催。この2日前に選抜高等学校野球大会で初優勝を飾った清峰高等学校野球部も駆けつけ、生出演[注 2]。
- 2010年（平成22年）4月1日 - 開局20周年。
- 2011年（平成23年）7月24日 - 地上アナログ放送終了。
- 2016年（平成28年）3月5日 - 10時48分（『ありえへん∞世界』放送中）から11時32分までの計約39分間、放送中断などのトラブルが発生した。原因は、この日行われた本社の電源工事の際、作業員が誤って放送機器のブレーカーを落としたため[8]。
- 2020年（令和2年）
  - 4月1日 - 開局30周年。
  - 6月15日 - 主調整室設備（マスター）を更新[9]。

## ネットワークの移り変わり
- 1990年（平成2年）4月1日にテレビ朝日系列局として開局した。長崎県内に於いては、開局当初からの初のフルネット局となった。
- 九州地区のテレビ朝日系フルネット局では、九州朝日放送（KBC、1959年（昭和34年）3月開局）・鹿児島放送（KKB、1982年（昭和57年）10月開局）・熊本朝日放送（KAB、1989年（平成元年）10月開局）に次いで4番目の開局である。
  - 開局前のテレビ朝日のネット番組のほとんどは、長崎放送（NBC）にて放送（『モーニングショー』・『ドラえもん』などのワイドショー、アニメなどを中心に放送。テレビ長崎（KTN）では一部番販のみの放送）。ただし、NBCはJNN系列（JNN系列はJNN協定により他系列には加盟できないため。ただし過去には例外あり）のため正式なクロスネットではなかった。
  - ニュース番組は新規ネット開始。民間放送教育協会制作分は長崎放送が脱退しなかったため引き継がれなかった[注 3]。

## 資本構成
企業・団体の名称、個人の肩書は当時のもの。出典：

### 2021年3月31日
| 資本金 | 発行済株式総数 | 株主数 |
| ------ | -------------- | ------ |
| 1億円  | 40,000株       | 34     |

| 株主                       | 株式数  | 比率   |
| -------------------------- | ------- | ------ |
| テレビ朝日ホールディングス | 7,900株 | 19.75% |
| 朝日新聞社                 | 7,900株 | 19.75% |
| 長崎新聞社                 | 4,200株 | 10.50% |

## 主な送信所・中継局
長崎市
- 長崎 19ch（稲佐山/送信所は長崎国際テレビ、長崎放送、テレビ長崎と共同使用）
- 東長崎 19ch（高城山）
- 長崎西山 19ch（風頭山中腹）
- 長崎南 19ch
- 長崎北 19ch（間山）
- 長崎滑石 19ch（水道山）
- 矢上 45ch（普賢岳）
- 戸町 19ch
- 畝刈 36ch（飯盛岳）
- 野母崎 36ch
- 蚊焼 45ch
- 外海 19ch
- 野母高浜 46ch
- 長崎茂木 30ch
- 長崎平山 33ch

佐世保市
- 佐世保 38ch（烏帽子岳/送信所は長崎国際テレビ、長崎放送と共同使用）
- 佐世保大野 33ch（石盛山）
- 相浦 38ch（愛宕山）
- 佐世保赤崎 38ch（赤崎岳）
- 佐世保日野 38ch
- 佐世保日宇 49ch
- 早岐 38ch（飯盛山）
- 吉井 48ch（牧の岳山）
- 世知原 38ch（東八天岳）
- 宇久 26ch（城ヶ岳）
- 江迎鹿町 27ch
- 南鹿町 19ch
- 小佐々楠泊 19ch

諫早市
- 諫早 45ch（五家原岳）
- 飯盛 45ch（飯盛山）
- 御館山 33ch（御館山）

島原市
- 島原 45ch（眉山）

雲仙市
- 南串山 19ch（彦山）
- 雲仙 49ch（絹笠山）

南島原市
- 南有馬 19ch（上ノ原）
- 北有馬東 39ch
- 北有馬西 39ch

西海市
- 大瀬戸 19ch（遠見山）
- 西彼大島 49ch
- 大島徳万 49ch
- 崎戸東 49ch
- 崎戸西 49ch

平戸市
- 平戸 19ch（鞍掛山）
- 平戸中 19ch（鯛の鼻）
- 平戸南 28ch（屏風岳）

松浦市
- 松浦 19ch（城山）
- 松浦南 19ch（高法知岳）
- 阿翁 30ch（白山姫神社境内）
- 松浦東 49ch

五島市
- 福江 38ch（八本木山）
- 富江 46ch（只狩山）※2011年10月31日に53chから変更された。
- 三井楽 46ch

西彼杵郡
- 長与 19ch（丸田岳）

東彼杵郡
- 波佐見 45ch
- 鬼木中尾 19ch

北松浦郡
- 佐々 38ch（城辻山）
- 小値賀 26ch（愛宕岳）

南松浦郡
- 有川 49ch（矢倉岳）※2011年10月3日から10月31日の間に56chから変更された。
- 奈摩 49ch（高熨斗岳）※2011年9月26日から10月24日の間に56chから変更された。
- 奈良尾 39ch（金山）
- 有川北 33ch

壱岐市
- 郷ノ浦 38ch（岳之辻）

対馬市
- 厳原 52ch（権現山）

### アナログ放送
2011年7月24日停波時点
長崎市
- 長崎 27ch（稲佐山/送信所は長崎国際テレビと共同使用）
- 東長崎 34ch（高城山）
- 長崎西山 32ch（風頭山中腹）
- 長崎南 41ch
- 長崎北 44ch（間山）
- 長崎滑石 50ch（水道山）
- 矢上 26ch（普賢岳）
- 戸町 29ch
- 畝刈 50ch（飯盛岳）
- 野母崎 60ch
- 蚊焼 29ch
- 野母高浜 59ch
- 長崎茂木 62ch
- 長崎平山 61ch

佐世保市
- 佐世保 31ch（烏帽子岳/送信所は長崎国際テレビと共同使用）
- 佐世保大野 51ch（石盛山）
- 相浦 44ch（愛宕山）
- 佐世保赤崎 24ch（赤崎岳）
- 佐世保日野 28ch
- 佐世保日宇 61ch
- 早岐 21ch（飯盛山）
- 吉井 59ch（牧の岳山）
- 世知原 46ch（東八天岳）
- 宇久 54ch（城ヶ岳）
- 江迎鹿町 15ch
- 南鹿町 38ch
- 小佐々楠泊 56ch

諫早市
- 諫早 56ch（五家原岳）
- 飯盛 53ch（飯盛山）
- 御館山 52ch（御館山）

島原市
- 島原 51ch（眉山）

雲仙市
- 南串山 33ch（彦山）
- 雲仙 33ch（絹笠山）

南島原市
- 南有馬 30ch（上ノ原）
- 北有馬東 32ch
- 北有馬西 23ch

西海市
- 大瀬戸 23ch（遠見山）
- 西彼大島 44ch
- 大島徳万 56ch
- 崎戸東 54ch
- 崎戸西59ch

平戸市
- 平戸 29ch（鞍掛山）
- 平戸中 30ch（鯛の鼻）
- 平戸南 51ch（屏風岳）

松浦市
- 松浦 48ch（城山）
- 阿翁 47ch（白山姫神社境内）

五島市
- 福江 16ch（八本木山）
- 富江 46ch（只狩山）
- 三井楽 52ch

西彼杵郡
- 長与 30ch（丸田岳）

東彼杵郡
- 波佐見 49ch
- 鬼木中尾 48ch

北松浦郡
- 佐々47ch（城辻山）
- 小値賀 51ch（愛宕岳）

南松浦郡
- 有川 26ch（矢倉岳）
- 奈摩 58ch（高熨斗岳）
- 奈良尾 53ch（金山）
- 有川北 54ch

壱岐市
- 郷ノ浦 41ch（岳之辻）

対馬市
- 厳原 18ch（権現山）

他

## リモコンキーID

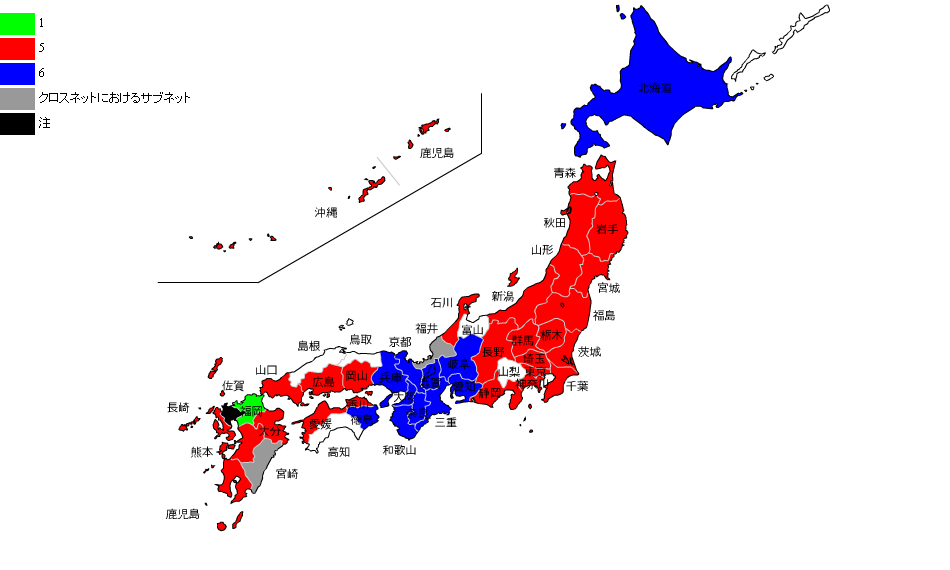
テレビ朝日系列のリモコンキーID地図

- ANN系列キー局のテレビ朝日に合わせて「5」を使用している。朝日放送テレビ（ABCテレビ）・名古屋テレビ放送（メ〜テレ）・九州朝日放送（KBC）・北海道テレビ放送（HTB）を除くANN系列全フルネット局で共通している（ABCテレビ・メ〜テレ・HTBは「6」、KBCは「1」を使用しているため）。
- 「5」は在崎民放ではJNN系列の長崎放送（NBC）がアナログ親局に使用されていたが、NBCのリモコンキーIDは「3」を割り当てられたため「5」を引き継がず、本局が「5」を割り当てられた。アナログ親局5chを使う先発他系列局がある地域のANN系列局でリモコンキーID「5」を使用する放送局は、新潟テレビ21（UX）と大分朝日放送（OAB）がある[注 4]。

## 主なテレビ番組
深夜アニメ枠である『あに。』（木曜・金曜 1:18 - 1:48〈水曜・木曜深夜〉、土曜 1:50 - 2:20〈金曜深夜〉）枠で放送されているものは、◆で示す。

### 自社制作番組
- nccニュース（月曜 - 金曜 11:57 - 12:00[注 5]）
- もり☆スタ（月曜 - 金曜 15:38 - 15:43）
- NCCスーパーJチャンネル長崎（月曜 18:15 ‐ 18:30、火曜 - 金曜 18:15 - 19:00）
- スポ魂★ながさき（月曜 18:30 - 19:00）
- WAVE nagasaki（火曜 1:07 - 1:25〈月曜深夜〉）
- ちょこハピ（水曜 10:25 - 10:42）
- ひるドキ!（木曜 10:25 - 10:47）
- トコトンHappy（金曜 9:55 - 10:40）
- シネマナビゲーション（毎月第3金曜の翌日未明 1:50 - 2:05）
- トコトンHappyサタデー（土曜 9:30 - 10:30）
- スポ魂★ながさきMini（日曜 16:25 - 16:33）
- みなちゅーステーション シーズン2（日曜 22:57 - 23:00）

### ANN九州ブロックネット番組
放送時間などは各項目を参照。
- アサデス。7
- バラエティのB
- ぼる部屋
- とっても健康らんど
- ルーツを歩こう
- 前川清の笑顔まんてんタビ好キ

### テレビ朝日系列番組（全国ネット分除く）
太字は同時ネット｡
- グッド!モーニング（月曜 - 金曜 5:25 - 5:50・5:59 - 8:00[注 6][注 7][注 8]）※5:50 - 5:59はANNゾーン
- スーパーJチャンネル（月曜 - 金曜 16:45 - 17:50）※17:50 - 18:15はANNゾーン
- musicる TV（月曜 0:25 - 0:55〈日曜深夜〉）
- テレメンタリー（火曜 1:25 - 1:55〈月曜深夜〉）
- 相席食堂（水曜 0:15 - 1:15〈火曜深夜〉、朝日放送テレビ制作）
- ワールドプロレスリング（水曜 1:18 - 1:48〈火曜深夜〉）
- ノブナカなんなん?（水曜 19:00 - 20:00[注 9]）
- 防犯カメラが捉えた!衝撃コント映像（木曜 0:45 - 1:18〈水曜深夜〉、朝日放送テレビ制作）
- テレビ千鳥（金曜 0:45 - 1:18〈木曜深夜〉）
- 探偵!ナイトスクープ（土曜 0:20 - 1:20〈金曜深夜〉、朝日放送テレビ制作）
- 水曜どうでしょうClassic（土曜 1:20 - 1:50〈金曜深夜〉、北海道テレビ制作[注 10]）
- 朝まで生テレビ!（毎月1回土曜 1:25 - 4:25〈金曜深夜〉）
- Break Out（土曜 2:05 - 2:35〈金曜深夜〉[注 10]）
- 週刊ニュースリーダー（土曜 6:00 - 8:00）
- 題名のない音楽会（土曜 11:00 - 11:30）※昼前枠移行後は時差ネットに変更
- タモリ倶楽部（日曜 1:00 - 1:30〈土曜深夜〉）
- サンデーLIVE!!・第1部（日曜 5:50 - 6:20、テレビ朝日・朝日放送テレビ・メ〜テレ制作）※6:20 - 8:30は全国ネット枠
- おぎやはぎのハピキャン（日曜 10:56 - 11:25、メ〜テレ制作）
- 渡辺篤史の建もの探訪（日曜 11:25 - 11:50）
- ビートたけしのTVタックル（日曜 16:33 - 17:30[注 10]）
- なにわ男子の逆転男子（日曜 23:55 - 翌0:25）

### 再放送枠
- ポツンと一軒家（日曜・平日の一部に不定期、毎週土曜の昼に再放送、朝日放送テレビ制作）
- 前川清の笑顔まんてんタビ好キ（土曜の昼と平日・日曜の一部に不定期で再放送、九州朝日放送制作）
- 家事ヤロウ!!!・相葉マナブ（毎週土曜・日曜の15:30 - 16:25に再放送、不定期で10分前倒しして再放送される）
- 相棒（月曜 - 金曜 13:49 - 15:43、15:48 - 16:45、土曜の昼に不定期で再放送）
- 科捜研の女（月曜 - 金曜 13:49 - 15:43、15:48 - 16:45）
- 警視庁・捜査一課長（月曜 - 金曜 13:49 - 15:43、15:48 - 16:45）
- 東京リベンジャーズ・第1期（土曜 1:50 - 2:20〈金曜深夜〉、毎日放送・AT-X制作）◆

### 他系列ネット番組
テレビ東京系列
- あちこちオードリー（火曜 0:15 - 1:07〈月曜深夜〉）
- 出川哲朗の充電させてもらえませんか? （日曜 10:00 - 10:56）
- ソレダメ!〜あなたの常識は非常識!?〜（不定期放送）
- ありえへん∞世界（不定期放送）
- THEカラオケ★バトル（不定期放送）

その他
- 魔法使いの嫁 SEASON1 （木曜 1:18 - 1:48〈水曜深夜〉）◆
- 農民関連のスキルばっか上げてたら何故か強くなった。（金曜 1:18 - 1:48〈木曜深夜〉）◆

### 開局時に長崎放送から移行した番組
- モーニングショー（第1期放送時[注 11]）
- あまから問答
- 平日正午の枠[注 12]
- 徹子の部屋[注 13]
- ワールドプロレスリング
- 熱闘甲子園
- 新婚さんいらっしゃい![注 14]
- 象印クイズ ヒントでピント
- 歌謡びんびんハウス
- 日曜洋画劇場[注 15]
- 土曜ワイド劇場[注 16]
- 水曜午後9時枠刑事ドラマ[注 17]
- 必殺シリーズ[注 18]
- 暴れん坊将軍
- ドラえもん（1979年からの作品）[注 19]
- 魔法使いサリー[注 20]
- スーパー戦隊シリーズ[注 21]
- メタルヒーローシリーズ[注 22]
- ABC制作日曜朝8時30分枠のアニメ[注 23]

### 終了した番組

#### 自社制作番組
- いい朝ncc（1990年4月 - 2007年3月）
- 大仁田厚のファイヤーランド
- 情報市場!どっきんセニョーラ
- ncc 630ステーション
- nccニュースウェイブ
- もっパチ（金曜 1:51 - 2:21〈木曜深夜〉）
- クリック!ながさき（木曜 18:55 - 19:00）
- とっておき!TVちゃんぽん（日曜 1:00 - 1:30〈土曜深夜〉）
- 敏感パブ 砂の嵐（毎月第1金曜の翌日未明 1:15 - ）
- 敏感パブ 砂の嵐2（不定期金曜深夜）
- 未来に残したい長崎百景（土曜 16:55 - 17:00）
- はなきん（金曜 10:00 - 10:30）
- あさドキ!（金曜 10:25 - 10:45）
- トコトン
- トコトン・サタデー（土曜 9:30 - 10:55）
- もり☆スタ!サタデー（土曜 11:17 - 11:25）
- 新 学園ひろば 〜・学・校・探・訪・〜（火曜 18:55 - 19:00）
- アナ部屋〜メイクルームの扉を開けたら〜（火曜 23:15 - 23:20）
- ながさきLOVERS パチラバTV（日曜 2:05 - 2:35〈土曜深夜〉）
- ながさき探求バラエティー「なんでん飛躍天」（毎月1回月曜 19:00 - 20:00）
- viva!ハイスクール（毎月第1日曜 17:55 - 18:00）
- シネマの嵐（土曜 1:25 -〈金曜深夜〉 ）
- 大村ボートステーション!!（金曜 23:10 - 23:15）
- もってこ〜いJチャン（火曜 10:25 - 10:47）
- みなちゅーステーション（土曜 21:55 - 22:00）
- JUNK BOX（日曜 1:00 - 1:30〈土曜深夜〉）
- はばたけ!理想の長崎へ!（月曜 23:10 - 23:15）

#### テレビ東京系列
- クイズところ変れば!?
- あっぱれ!日本一
- MUSIX!
- 元祖!でぶや
- ココリコミリオン家族（30分枠から1時間枠になった際、長崎放送から移行）
- ちょこっとイイコト 〜岡村ほんこん♥しあわせプロジェクト〜 → 家族になろう（よ）
- P-1ゴールドラッシュ → P-1パチとも倶楽部（テレビ大阪制作）
- お金がなくても幸せライフ がんばれプアーズ!
- ベイブレードバースト 超ゼツ
- ヒャッキン!〜世界で100円グッズを使ってみると?〜
- フルーツバスケット（テレビ東京・テレビ大阪製作）
- 八月のシンデレラナイン
- 来世ではちゃんとします
- ミリオンジョー
- THE フィッシング（テレビ大阪制作）
- 灼熱カバディ
- PUI PUI モルカー
- しましまとらのしまじろう → はっけんたいけん だいすき!しまじろう → しまじろう ヘソカ → しまじろうのわお!（テレビせとうち制作）
- 〜夢のオーディションバラエティー〜Dreamer Z

#### その他
- 大ちゃんの釣りに行こう!（だいすけプロダクション制作）
- ぱちタウンTV 長崎版（パチンコ★パチスロTV!制作）
- KEIBAワンダーランド → うまDOKI（KBS京都制作）
- 戦国鍋TV 〜なんとなく歴史が学べる映像〜（テレビ神奈川制作）
- 横浜ASフリューゲルスアワー（テレビ神奈川制作）
- GENERATIONS高校TV（AbemaTV[注 24] 制作）
- 声優がドラマにでたらこうなりました。
- 今日、好きになりました。（AbemaTV制作）
- フォローされたら終わり（AbemaTV制作）

#### 深夜アニメ
テレビ東京系列の作品は除く。
- BLACK LAGOONシリーズ
- ぼくたちは勉強ができないシリーズ（BS11制作）
- うちの娘の為ならば、俺はもしかしたら魔王も倒せるかもしれない。（BS11製作）
- 通常攻撃が全体攻撃で二回攻撃のお母さんは好きですか?（TOKYO MX・BS11製作）
- スタンドマイヒーローズ PIECE OF TRUTH（TOKYO MX・BS11・読売テレビ製作）
- あんさんぶるスターズ!
- 超人高校生たちは異世界でも余裕で生き抜くようです!（AT-X・TOKYO MX・BSフジ製作）
- number24（TOKYO MX製作）
- ダーウィンズゲーム（AT-X・TOKYO MX・BS11製作）
- 理系が恋に落ちたので証明してみた。（BS11・北海道文化放送製作）
- 啄木鳥探偵處（TOKYO MX・BSフジ製作）
- プリンセスコネクト!Re:Dive（TOKYO MX・BS11・WOWOW製作、Season2は未放送）
- A3!SEASON SPRING & SUMMER → A3! SEASON AUTUMN & WINTER（AT-X制作）
- 球詠（ABCアニメーション・AT-X・メ～テレ製作）
- BanG Dream! → BanG Dream! 2nd Season → BanG Dream! 3rd Season（TOKYO MX製作）
- ノー・ガンズ・ライフ（TBS・BS11・AT-X製作、第2期のみ）
- 魔王学院の不適合者 〜史上最強の魔王の始祖、転生して子孫たちの学校へ通う〜（TOKYO MX・BS11・AT-X製作）
- 神様になった日（TOKYO MX・メ～テレ製作）
- アサルトリリィ BOUQUET（TBS製作）
- スライム倒して300年、知らないうちにレベルMAXになってました（BS11・AT-X制作）
- D CIDE TRAUMEREI
- 邪神ちゃんドロップキック'（北海道文化放送・BSフジ制作、第3期はKTNで放送）
- ぼくたちのリメイク
- SCARLET NEXUS
- 吸血鬼すぐ死ぬ・第1期
- ブッチギレ!
- 黒の召喚士

## アナウンサー

### 男性
- 2015年 羽地政義（11月）
- 2018年 吉永龍司（2月、元山梨放送アナウンサー）
- 2023年 岩本忠成

### 女性
- 1997年 大嶋真由子（ - 2015年3月、2017年4月 - 、2015年4月 - 2017年3月は他部署に異動）
- 2012年 宮﨑真実（4月）
- 2014年 佐藤綾子（4月）
- 2023年 下田朋枝
- 2024年 牛島ひかり
- 2025年 神里公美子

## 在籍したアナウンサー（退社含む）

### 男性
- 1990年
  - 梶山修（テレビ埼玉実況アナウンサー）
  - 中尾仁
  - 原秀輝
  - 溝田浩司（ - 2014年3月、2019年4月 - 2024年3月、2014年4月 - 2019年3月は他部署に異動）
- 1992年
  - 樋口徹（ - 2016年12月）
- 2002年
  - 志久弘樹（7月入社、報道記者から転向、キャスター降板後は再び記者へ）
- 2004年
  - 佐藤和輝（ - 2010年3月、2010年4月中京テレビに移籍）
  - 二唐正和（元秋田朝日放送アナウンサー・テレビ神奈川報道記者、 - 2024年3月）
- 2008年
  - 上枝一樹（ - 2011年9月、鹿児島テレビに移籍）
- 2010年
  - 西山耕平（7月入社 - 2018年3月、報道記者兼務。読売テレビに移籍後は報道記者・ディレクターを経て2022年よりアナウンサーも兼務）
- 2012年
  - 三浦功将（1月入社 - 2015年3月、元福島中央テレビアナウンサー、現宮崎放送）
- 2017年
  - 玉置佑規（4月入社 - 2023年3月、東北放送に移籍）
- 岸本哲也（退社後九州朝日放送『アサデス。』を経て、現在はフジテレビ『情報プレゼンター とくダネ!』リポーター）
- 野村明弘（フリーアナウンサー、スカイパーフェクTV!・J SPORTSでサッカー実況を担当）

### 女性
- 1993年
  - 萬京子（2006年4月より2年間琉球放送『RBCニュース ライブi』木・金曜担当→現在フリーアナウンサー・ディレクター）
- 1995年
  - 田川聡子（テレビ朝日『スーパーJチャンネル』記者）
- 1997年
  - 原野淳子（サガテレビ→長崎文化放送→テレビ長崎→フリーアナウンサー　NBCラジオニュース）
- 2001年
  - 川尻友紀子（4月入社 - 2004年3月、テレビ埼玉→東北放送）
  - 松井陽子（4月入社 - 2003年3月。退社後、2003年4月から6年間TBS NEWS (CS放送)キャスター→フリーアナウンサー→TVQ九州放送アナウンサー）
- 2004年
  - 河野愛美（ - 2009年3月、他部署に異動）
- 2005年
  - 増田真弓（ - 2010年3月、同社ディレクター・リポーターに転向後退職）
- 2006年
  - 眞方富美子（ - 2012年3月、フリーアナウンサー）
- 2007年
  - 林亜美（ - 2011年11月、フリーアナウンサー）
- 2009年
  - 小西沙季（ - 2011年8月）
- 2011年
  - 徳光真美（9月入社 - 2014年　九州朝日放送契約リポーター）
  - 北浦静香（11月入社 - 2016年3月、NHK京都放送局リポーター）
- 2016年
  - 久長美奈子（4月入社 - 2019年3月、元大分放送アナウンサー）
  - 藤坂奈央（4月入社 - 2022年2月、テレビ神奈川キャスター）
- 2019年
  - 川越智子（4月入社 - 2023年3月、元レースクイーン、元福井放送アナウンサー）
- 阿部智子（フリーアナウンサー）
- 松尾由紀子（フリーアナウンサー テレビ神奈川『HAMA大国』『おしゃべりとまと』、日本テレビ『ジパングあさ6』）
- 打上順子（フリーアナウンサー テレビ朝日『ワイド!スクランブル』事件リポーターを経て、現在、TBS『ひるおび!』リポーター、日本テレビ『news zero』ニュース部門ナレーター）
- 荒井明美
- 小谷紀恵子
- 郡司真子（フェミニスト）
- 安岡美奈
- 高橋優子（NHK大阪キャスター→テレビ西日本契約リポーター）
- 向田寛子（フリーアナウンサー 長崎で活動）
- 松村華子
- 前田真里（フリーアナウンサー BS朝日およびテレ朝チャンネルニュースキャスター）

## 不祥事
47歳の男性社員が、2008年（平成20年）4月に長崎市内の商業施設で酒気帯び運転による物損事故を起こし、同年8月19日に道交法違反（酒気帯び運転）容疑で書類送検されていたことが8月25日に判明。男性社員は事故以前から病気療養のため休暇を取り、通院治療中だった。
30代の男性社員が、2015年8月の夏の全国高校野球大会で取材記者の記者章を借りて、不正に甲子園球場に入場していた。男性社員は報道制作以外の部門に所属。休暇だった2015年（平成27年）8月14日、長崎県代表の創成館の試合観戦に球場を訪れたが満席だったため、後輩記者から記者章を借りて入場した。記者章をつけたままビールを飲んでいるところを他の観客に不審に思われ発覚した。大会本部は次回大会で同社に記者章を発行しないと通知した。
48歳の報道制作部長が、2016年（平成28年）11月に東京都品川区内の女子トイレに盗撮目的でデジタルカメラを設置したとしている。